# Саджава (потік)
Саджава, (Чачава) (пол. Czaczawa) — гірський потік в Україні, у Калуському районі Івано-Франківської області у Галичині, правий доплив Сівки, (басейн Дністра).

## Опис
Довжина потоку 8 км, найкоротша відстань між витоком і гирлом — 5,6 2 км, коефіцієнт звивистості потоку — 1,43. Формується багатьма безіменними струмками.

## Розташування
Бере початок між горами Верхосник (449 м) та Рачинська (443 м). Тече переважно на північний схід через селище Брошнів-Осада і у селі Креховичі впадає у річку Сівку, праву притоку Дністра.

## Цікавий факт
- У пригирловій частині потік перетинають автошляхи Т 0902 та Н10.